# Edgar Hernández
Edgar Hernández (* 8. Juni 1977) ist ein mexikanischer Geher.

## Sportliche Erfolge
Hernández gewann bei den Weltmeisterschaften 2001 in 3:46:12 h die Bronzemedaille im Wettbewerb über 50 km Gehen. Er musste sich dabei nur Robert Korzeniowski aus Polen und dem Spanier Jesús Ángel García geschlagen geben. 

## Bestzeiten
- 20 km Gehen: 1:21:30 h, 21. Mai 2000, Turku
- 50 km Gehen: 3:46:12 h, 11. August 2001, Edmonton